# Antonio Manzini
Antonio Manzini (Roma, 7 de agosto de 1964) es un actor, guionista, director y escritor italiano.

## Biografía
Su padre era pintor y durante la adolescencia quiso tocar la batería. Se formó en la escuela de Andrea Camilleri, con quien le unió una relación intelectual y amistosa.
Trabajó como actor de cine y televisión en los años 90. En la televisioón ha participado entre otras series en Linda e il brigadiere en el papel del Inspector Tucci, y en Tutti per Bruno, adaptación de la española Los hombres de Paco, en el papel de Serpico. En el cine ha trabajado como actor, como guionista. Como director ha realizado dos cortos y dos largometrajes.
En 2005, publicó su primera novela, Sangue marcio, del género policiaco. En 2007 publicó su segunda novela. Pero será en 2013 con Pista nera, que inicia la serie del subjefe de policía Rocco Schiavone, cuando realmente alcance el éxito. Las novelas protagonizadas por este subjefe de la policía, cínico y deprimido, tan agudo en su investigación como intolerante con las reglas y la ortodoxia, han sido adaptadas en la serie televisiva, Rocco Schiavone.

## Obra
| Año  | Título original                                                                         | Publicación           | Título traducido        | Traductor                              | Publicación                             | Notas                      |
| ---- | --------------------------------------------------------------------------------------- | --------------------- | ----------------------- | -------------------------------------- | --------------------------------------- | -------------------------- |
| 2005 | Sangue marcio                                                                           | Farzi Editore         |                         |                                        |                                         |                            |
| 2007 | La giostra dei criceti                                                                  | Sellerio Editore      |                         |                                        |                                         |                            |
| 2013 | Pista nera                                                                              | Sellerio Editore      | Pista negra             | Teresa Clavel Lledó                    | Salamandra, 2015 ISBN 978-84-15630-83-8 | Rocco Schiavone-1          |
| 2014 | La costola di Adamo                                                                     | Sellerio Editore      | La costilla de Adán     | Regina López Muñoz Julia Osuna Aguilar | Salamandra, 2015 ISBN 978-84-15631-14-9 | Rocco Schiavone-2          |
| 2015 | Sull'orlo del precipizio                                                                | Sellerio Editore      |                         |                                        |                                         |                            |
| 2015 | Non è stagione                                                                          | Sellerio Editore      | Una primavera de perros | Regina López Muñoz Julia Osuna Aguilar | Salamandra, 2016 ISBN 978-84-16237-14-2 | Rocco Schiavone-3          |
| 2015 | Era di maggio                                                                           | Sellerio Editore      | Sol de mayo             | Julia Osuna Aguilar                    | Salamandra, 2017 ISBN 978-84-16237-19-7 | Rocco Schiavone-4          |
| 2016 | 7-7-2007                                                                                | Sellerio Editore      | 7-7-2007                | Julia Osuna Aguilar                    | Salamandra, 2018 ISBN 978-84-16237-26-5 | Rocco Schiavone-5          |
| 2016 | Cinque indagini romane per Rocco Schiavone                                              | Sellerio Editore      |                         |                                        |                                         | Relatos de Rocco Schiavone |
| 2016 | Orfani bianchi                                                                          | Chiarelettere Editore |                         |                                        |                                         |                            |
| 2017 | Pulvis et umbra                                                                         | Sellerio Editore      | Polvo y sombra          | Irene Oliva Luque                      | Salamandra, 2020 ISBN 978-84-16237-40-1 | Rocco Schiavone-6          |
| 2018 | L’anello mancante                                                                       | Sellerio Editore      | El anillo perdido       | Irene Oliva Luque                      | Salamandra, 2022 ISBN 978-84-18681-30-1 | Relatos de Rocco Schiavone |
| 2018 | Fate il vostro gioco                                                                    | Sellerio Editore      | Hagan juego             | Irene Oliva Luque                      | Salamandra, 2023 ISBN 978-84-18681-34-9 | Rocco Schiavone-7          |
| 2019 | Rien ne va plus                                                                         | Sellerio Editore      | No más apuestas         | Irene Oliva Luque                      | Salamandra, 2024 ISBN 978-84-19456-56-4 | Rocco Schiavone-8          |
| 2019 | Ogni riferimento è puramente casuale                                                    | Sellerio Editore      |                         |                                        |                                         |                            |
| 2020 | Gli ultimi giorni di quiete                                                             | Sellerio Editore      |                         |                                        |                                         |                            |
| 2020 | Ah l’amore l’amore                                                                      | Sellerio Editore      | Ay el amor el amor      | Irene Oliva Luque                      | Salamandra, 2025 ISBN 978-84-10340-08-4 | Rocco Schiavone-9          |
| 2021 | Vecchie conoscenze                                                                      | Sellerio Editore      |                         |                                        |                                         | Rocco Schiavone-10         |
| 2022 | La mala erba                                                                            | Sellerio Editore      |                         |                                        |                                         |                            |
| 2022 | Le ossa parlano                                                                         | Sellerio Editore      |                         |                                        |                                         | Rocco Schiavone-11         |
| 2023 | ELP                                                                                     | Sellerio Editore      |                         |                                        |                                         | Rocco Schiavone-12         |
| 2023 | Riusciranno i nostri eroi a ritrovare l'amico misteriosamente scomparso in Sud America? | Sellerio Editore      |                         |                                        |                                         | Rocco Schiavone-13         |
| 2024 | Tutti i particolari in cronaca                                                          | Mondadori Editore     |                         |                                        |                                         |                            |
| 2024 | Il passato è un morto senza cadavere                                                    | Sellerio Editore      |                         |                                        |                                         | Rocco Schiavone-14         |

## Premios recibidos
- XXVIII Edición del Premio Chiara (Italia) 2016 por Cinque indagini romane per Rocco Schiavone.[3]